# Polacanthopoda tigrina
Polacanthopoda tigrina là một loài bướm đêm trong họ Noctuidae.